# کو چانگ سوک
کو چانگ سوک (کره‌ای: 고창석؛ زادهٔ ۱۳ اکتبر ۱۹۷۰) بازیگر اهل کره جنوبی است. کو چانگ سوک حرفهٔ بازیگری خود را در صحنه و با اجرای نمایش‌ها و موزیکال‌ها برای مدت طولانی پیش از انتقال به بیت پارت‌ها در فیلم‌ها، آغاز کرد. او زمانی با کار در مزارع و کارخانه‌های ذوب آهن امرار معاش می‌کرد، سپس با نقش‌های خود در فیلم‌های جانگ هون، مخصوصاً در فیلم راف کات (۲۰۰۸) در نقش کارگردان فیلم و رئیس باند ویتنامی در فیلم تجدید دیدار مخفی (۲۰۱۰) به شهرت رسید. او از آن زمان به یکی از پرمشغله‌ترین بازیگران نقش مکمل مرد سینمای کره تبدیل شده‌است.